# Gaston Defferre
Gaston Defferre (Marsilhargas, Hérault 1910 - Marsella, Provença 1986) fou un polític francès. Advocat i periodista, fou militant del Partit Socialista francès des del 1933 i membre de la Resistència com a responsable de la xarxa Brutos-Boyer durant l'ocupaació alemanya.
Fou elegit alcalde de Marsella el 1953, càrrec que ocupà fins a la mort, senador (1959-62) i ministre d'ultramar (1956-57), on planificà el procés de descolonització d'Àfrica. Fou contrari a la política del general Charles de Gaulle i esdevingué un personatge força influent en el seu partit. Diputat a l'Assemblea Nacional des del 1962] i el 1964-65, el 1969 fou candidat socialista a la presidència de la República, però fou derrotat per Georges Pompidou. Després de la reorganització del Parti Socialiste Français (PSF), s'adherí al programa comú de govern de l'esquerra (1972) i donà suport la candidatura de François Mitterrand en les eleccions presidencials del 1974 i 1981. El 1981, amb la victòria del PSF a les eleccions legislatives, fou nomenat ministre de l'interior i de descentralització; el 1984 passà al càrrec de ministre d'estat per a la planificació territorial.